# Aguacate del Sur
Aguacate del Sur är en ort i Mexiko.   Den ligger i kommunen Tancítaro och delstaten Michoacán de Ocampo, i den södra delen av landet, 300 km väster om huvudstaden Mexico City. Aguacate del Sur ligger 1 700 meter över havet och antalet invånare är 395.
Terrängen runt Aguacate del Sur är lite bergig. Runt Aguacate del Sur är det ganska glesbefolkat, med 42 invånare per kvadratkilometer. Närmaste större samhälle är Apatzingán, 18,9 km söder om Aguacate del Sur. I omgivningarna runt Aguacate del Sur växer huvudsakligen savannskog.